# Márton-hegy
A Márton-hegy  a Budai-hegység egyik magaslata Budapesten, a XII. kerület területén, a János-hegy–Sváb-hegy tömbjében. A Sváb-hegy délkeleti előhegye, amelynek területe mára teljesen beépült.

## Leírása
285 méter magas kiemelkedés, amelyet nyugat felől a Denevér-árok különít el a Széchenyi-hegy fennsíkszerű tömbjétől, dél és kelet felől pedig a Német-völgy övezi. Észak és északkelet felől két szomszédja az Orbán-hegy és az Isten-hegy, amelyektől névtelen völgyek választják el. Alapkőzete szaruköves dolomit, amire a keletebbi részeken budai márga, a nyugati oldalon pannóniai homok rakódott.

## Története
A Márton-hegy a nevét Szent Márton egykori kápolnájáról kapta, amely a 18. században ezen a területen állt. Egy 1789-ben, Buda városáról készült határfelosztás már ezen a néven említi. A hegy déli lábainál nyitották meg 1894-ben a Farkasréti temetőt. Ma szinte a hegy teljes területe beépült, jellegzetes zöldövezeti lakóterület, amely a hegyről elnevezett Mártonhegy városrészhez tartozik. Több ottani utca neve ugyancsak őrzi a Márton előtagot (Mártonhegyi út, Mártonvölgy utca, Mártonfa utca, Mártonlak utca).